# Universitat d'Indiana Bloomington
La Universitat d'Indiana Bloomington, en  anglès Indiana University Bloomington, (abreujat IU Bloomington), es va fundar el 1820, i és una universitat pública situada a  Bloomington a l'estat d'Indiana, Estats Units. La universitat compta actualment amb 38.990 estudiants registrats.
La universitat és la més important del Sistema Universitari d'Indiana (en anglès, Indiana University System), el qual, a més del campus principal a Bloomington també compta amb centres a  Richmond,  Kokomo,  Gary,  South Bend i  New Albany. A Indianapolis i Fort Wayne hi ha centres comuns juntament amb la Purdue University.
La universitat forma part del Public Ivy i és membre de la Association of American Universities, unió que data de 1900 i engloba les universitats nord-americanes líders en matèria de recerca.

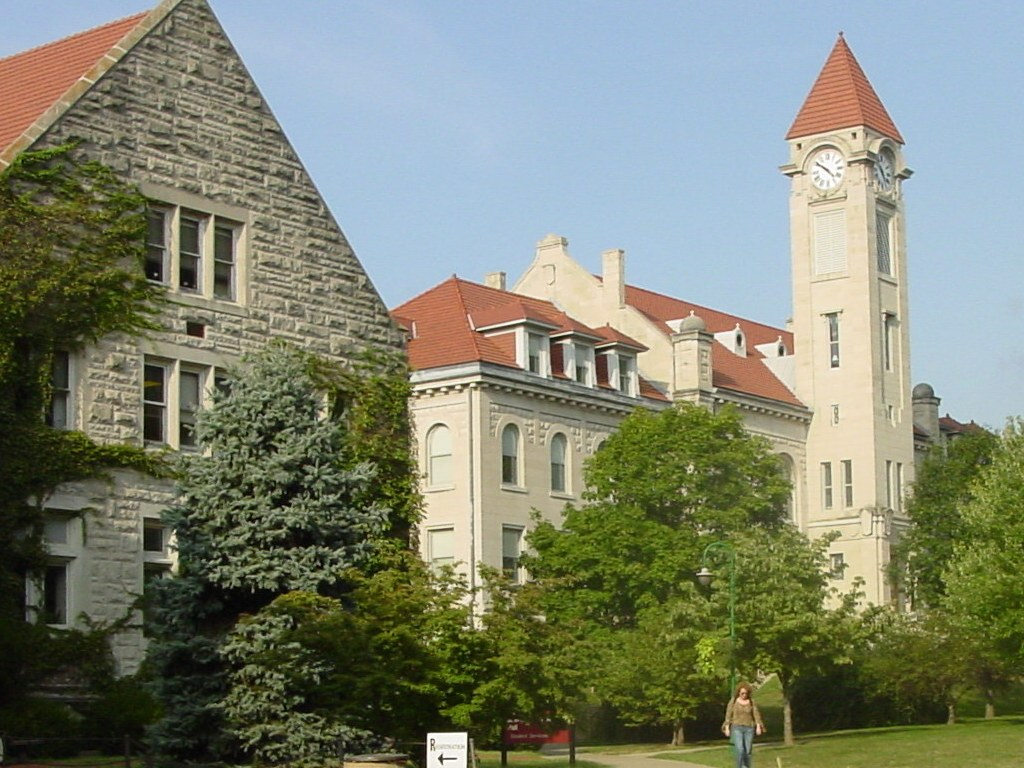
Residència d'estudiants

## Esport
La universitat té quantitat d'equips d'esport, tots ells es denominen Indiana Hoosiers. Aquests equips juguen a la NCAA (National Collegiate Athletic Association) i estan integrats en la Big Ten Conference. Entre els esports disponibles es troben el bàsquet, el futbol americà, el beisbol, el futbol, l'atletisme, el golf, el tenis, la natació i el submarinisme o el rem. Especialment, l'equip de bàsquet ha aconseguit molts èxits, com l'equip de natació i submarinisme.

## Persones cèlebres

### Professors
Guanyadors del  Nobel
- Salvador Luria - biòleg molecular, Nobel de fisiologia / medicina el 1969
- Hermann Joseph Muller - estudiós de la genètica i zoologia, Nobel de fisiologia / medicina el 1946
- Elinor Ostrom - Politòleg, premi Nobel de Ciències Econòmiques el 2009

Altres personalitats
- Emil Artin - Matemàtic
- Fritz Breithaupt - germanista
- Robert Daniel Carmichael - Matemàtic i descobridor dels nombres de Carmichael
- Frank K. Edmondson - Astrònom
- Douglas Hofstadter - Escriptor
- David Starr Jordan - Pacifista
- Alfred Kinsey - Sexòleg, fundador de la sexologia
- Daniel Kirkwood - Astrònom
- Bob Knight - Entrenador de bàsquet
- B.F. Skinner - Psicòleg
- Max August Zorn - Matemàtic
- Sheldon Stryker - Sociòleg, psicòleg social

### Estudiants
Guanyadors del Nobel
- James D. Watson - Descobridor de l'estructura de l'ADN, Nobel de fisiologia / medicina el 1962

Art i Humanitats
- Meg Cabot - Escriptor
- David Chalmers - Filòsof
- Robert Coover - Escriptor
- John M. Ford - Poeta, escriptor de ciència-ficció
- Andreas Katsulas - Actor
- Kevin Kline - Actor guardonat amb l'Oscar
- Paul Michael Lützeler - Ciències Literàries
- Lee Majors - Actor (sense diploma)

Política
- Michael Badnarik - Candidat a la presidència del país el 2004
- Evan Bayh - Senador i antic governador d'Indiana
- Paul O'Neill - Ex-secretari del Tresor dels Estats Units
- Wendell Willkie - Candidat a la presidència del país el 1940
- Robert Gates - Ex-ministre de defensa dels Estats Units
- Nikiforos Diamandouros - Enviat dels Ciutadans europeu
- Sherman Minton - Senador d'Indiana i magistrat de la Cort Suprema dels Estats Units.

Economia
- Kenneth Arredondo - Empresari de CA Technologies
- Mark Cuban - Propietari dels Dallas Mavericks
- Jimbo Wales - Fundador de Wikipedia

Ciència i Tecnologia
- Vesto Slipher - Astrònom
- John T. Thompson - Oficial
- Reva Kay Williams - Astrofísica

Ètica
- Donald Bagley Marquis - Professor de la Universitat de Kansas

Esport
- Pete Pihos - Jugador de futbol americà
- Mark Spitz - Nedador
- Isiah Thomas - Jugador de bàsquet